# Оук Риџ (oкруг Кук, Тексас)
Оук Риџ (енгл. Oak Ridge) град је у америчкој савезној држави Тексас. По попису становништва из 2010. у њему је живело 141 становника.

## Демографија
Према попису становништва из 2010. у граду је живело 141 становника, што је 83 (37,1%) становника мање него 2000. године.
| Група             | 2000.       | 2010.       |
| Белци             | 185 (82,6%) | 123 (87,2%) |
| Афроамериканци    | 1 (0,4%)    | 0 (0,0%)    |
| Азијати           | 0 (0,0%)    | 0 (0,0%)    |
| Хиспаноамериканци | 32 (14,3%)  | 14 (9,9%)   |
| Укупно            | 224         | 141         |